# Pratt & Whitney J58
Pour les articles homonymes, voir J58.

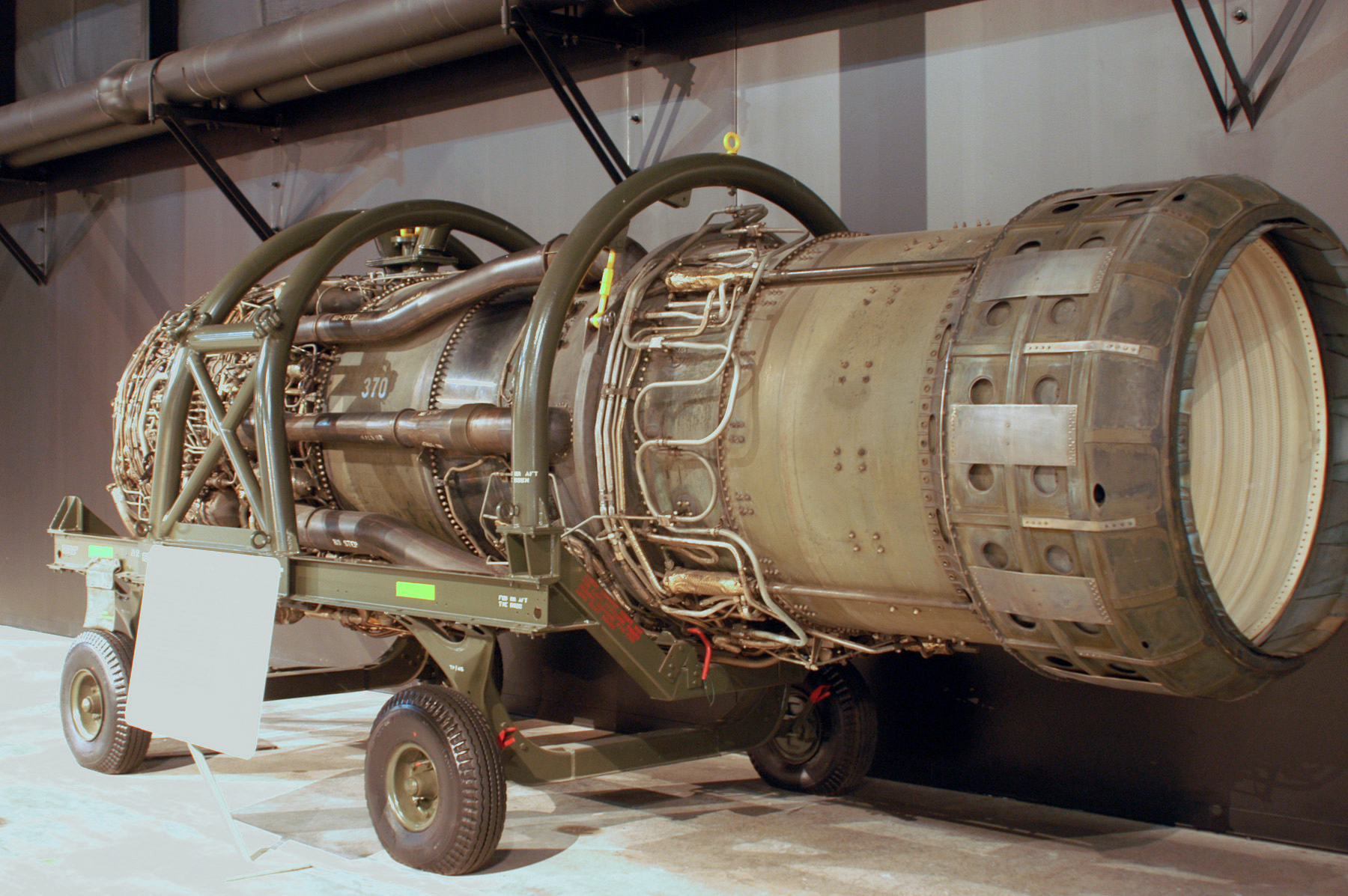
Turboréacteur J58.

Le Pratt & Whitney J58 (ou JT11) est un moteur à réaction conçu pour propulser les avions à hautes performances Lockheed A-12 Oxcart et Lockheed SR-71 Blackbird. C'est le premier réacteur au monde capable de maintenir la postcombustion pendant de longues durées, et le premier réacteur américain qualifié pour une vitesse supérieure à Mach 3.

## Description

Évolution du fonctionnement du moteur en fonction de la vitesse.

Le J58 présente la particularité de passer progressivement d'un fonctionnement de turboréacteur à celui d'un statoréacteur, au fur et à mesure de l'augmentation de la vitesse : ainsi à Mach 3, seuls 20 % de la puissance sont fournis par la partie turboréacteur tandis que les 80 % restants viennent de la partie statoréacteur. Ce fonctionnement est rendu possible grâce à des dérivations de flux après le 4e étage du compresseur basse-pression : seule une partie de l'air passe par le turboréacteur, l'autre étant mélangée au flux sortant juste avant la post-combustion. Il ne s'agit cependant pas d'un système de double flux classique car cette dérivation n'est effective que pour certaines plages de fonctionnement.
Un cône d'entrée d'air mobile permet également de limiter la vitesse du flux d'air entrant à des vitesses subsoniques. Le réacteur consomme environ 500 litres de carburant par minute à puissance maximale, et la température en sortie de tuyère atteint 3 400 °C. Un système spécifique composé de deux moteurs Buick Wildcat V8 (fournissant 600 ch) permettait d'atteindre la vitesse de 3 200 tr/min nécessaire pour le démarrage.
Le J58 consomme un carburant spécialement mis au point dans le cadre du projet du Lockheed A-12 Oxcart. Désigné JP-7, il a une température d'inflammation élevée permettant de le stocker sans risque dans les réservoirs soumis à de fortes températures lors des vols à grande vitesse. En contrepartie, pour l'allumage du moteur ou de la postcombustion, du triéthylborane doit être injecté dans la chambre de combustion : ce produit s'enflamme spontanément au contact de l'air et déclenche la combustion du JP-7.

## Conception
Pratt & Whitney avait déjà été chargé de développer un prototype de moteur à hautes performances destiné au bombardier North American XB-70 Valkyrie et codé J-91 (ou JT-9). En parallèle, la firme commença, dès 1956, à étudier sur ses fonds propres un moteur plus petit : Le JT-11 (qui sera rapidement dénommé J-58). Rapidement, le projet fut cofinancé par l'US Navy, qui souhaitait développer une version améliorée du North American A-5 Vigilante. 
Le cahier des charges stipulait que le moteur devait pouvoir fournir 12 000 kg de poussée (117,68 kN) au niveau de la mer, postcombustion allumée. Un tel niveau de puissance dépassait de façon sensible les performances des moteurs de l'époque, dont la technologie était limitée au niveau du taux de compression primaire. Pour pallier ce handicap, deux solutions technologiques furent envisagées : l'extension des solutions de postcombustion d'une part, et l'emploi de la technologie des statoréacteurs d'autre part. Finalement, les deux solutions furent intégrées dans le J-58, dont les premiers essais sur banc débutèrent en 1957.

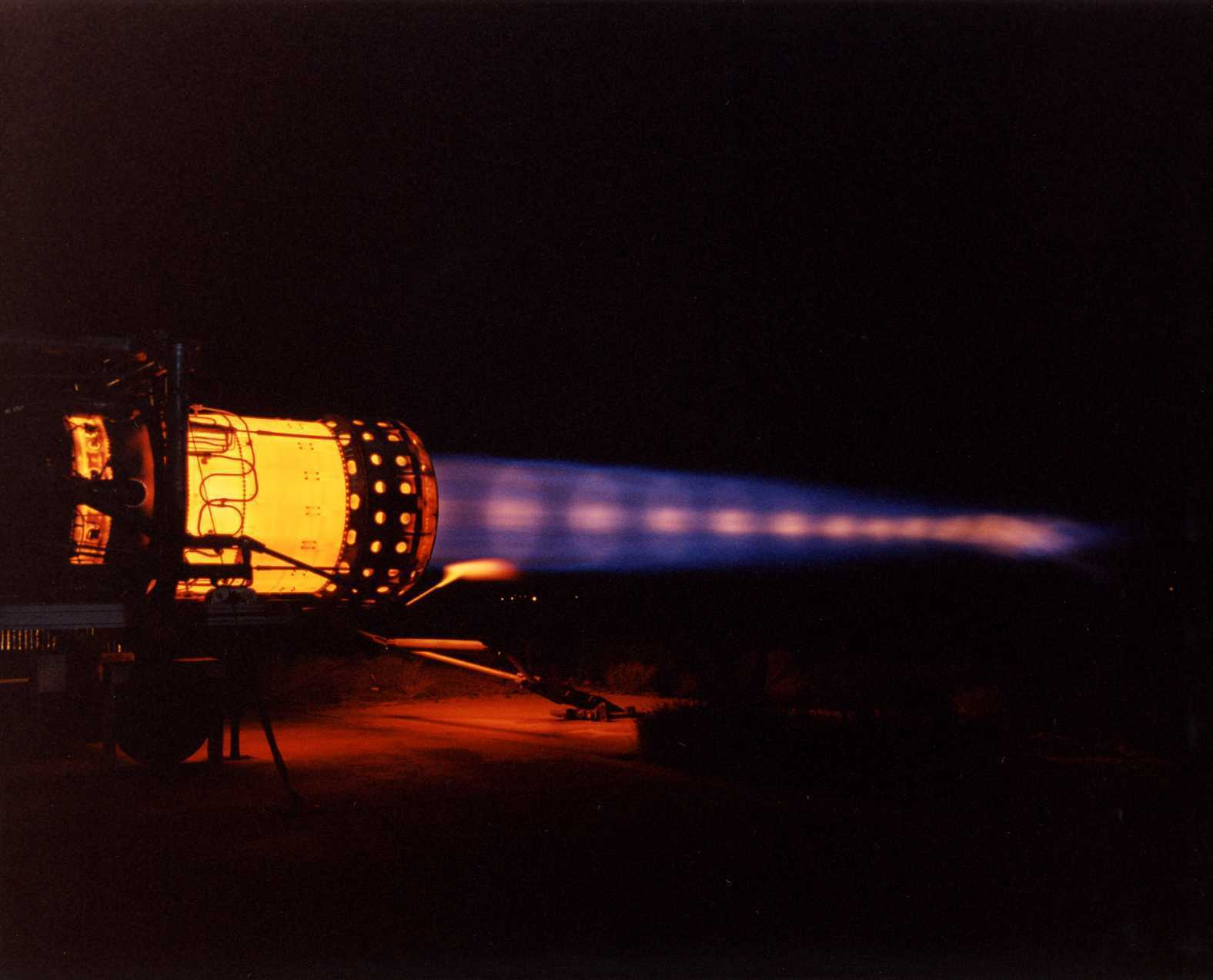
Le J58 avec la postcombustion allumée produisant un diamant de choc, lors d'un essai au sol.

Pratt & Whitney envisageait alors deux versions du moteur : Une version militaire et une version civile, dont la plage d'utilisation était différente (altitude plus faible et puissance maintenue plus longtemps). Enfin, parallèlement au développement du J-58, Pratt & Whitney étudiait un moteur fonctionnant à l'hydrogène (modèle 304) et destiné au projet CL-400 « Suntan », qui fut abandonné en raison des difficultés techniques à surmonter.
Lorsque Lockheed commença à travailler sur le Lockheed A-12 Oxcart, les prototypes du J-58 totalisaient 700 heures de fonctionnement, ce moteur était donc le choix le plus crédible. La collaboration entre Lockheed et Pratt & Whitney fonctionna de façon très efficace et le projet avança rapidement. De très nombreuses modifications furent rapidement apportées au moteur, parmi lesquelles :
- Le nombre d'étages du compresseur passa de 8 à 9 ;
- Le circuit de postcombustion fut modifié de façon à pouvoir fonctionner en permanence et sur toute l'étendue du domaine de vol ;
- De nombreuses modifications dans les veines de dérivation.

En effet, il apparut rapidement que, en raison de l'encombrement du moteur (imposé par les contraintes liées à la cellule), un véritable goulet d'étranglement serait constitué à partir d'un nombre de Mach élevé, empêchant le moteur d'utiliser l'air en provenance de la veine d'aspiration. Pour résoudre cette problématique, six veines de dérivation furent mises en place, conduisant l'air prélevé dans le 4e étage du compresseur directement aux chambres de combustion, qui étaient ainsi refroidies tout en faisant bénéficier le moteur d'un accroissement de poussée. Dans les faits, ces veines de dérivation, fixes, permettaient à la partie postérieure du moteur de fonctionner comme un véritable statoréacteur.
Toutes ces modifications affectèrent le développement du moteur, lequel prit du retard par rapport au développement de la cellule. De fait, les premiers vols de l'A-12 furent effectués, alors que l'appareil était équipé de Pratt & Whitney J-75, pratiquement deux fois moins puissants que le J-58, mais parfaitement éprouvés. Le J-58 ne prit l'air qu'en janvier 1963, soit neuf mois après le premier vol de l'A-12. Pour plus de sûreté, le vol se fit avec une motorisation mixte : le J-58 en nacelle droite et un J-75 en nacelle gauche.

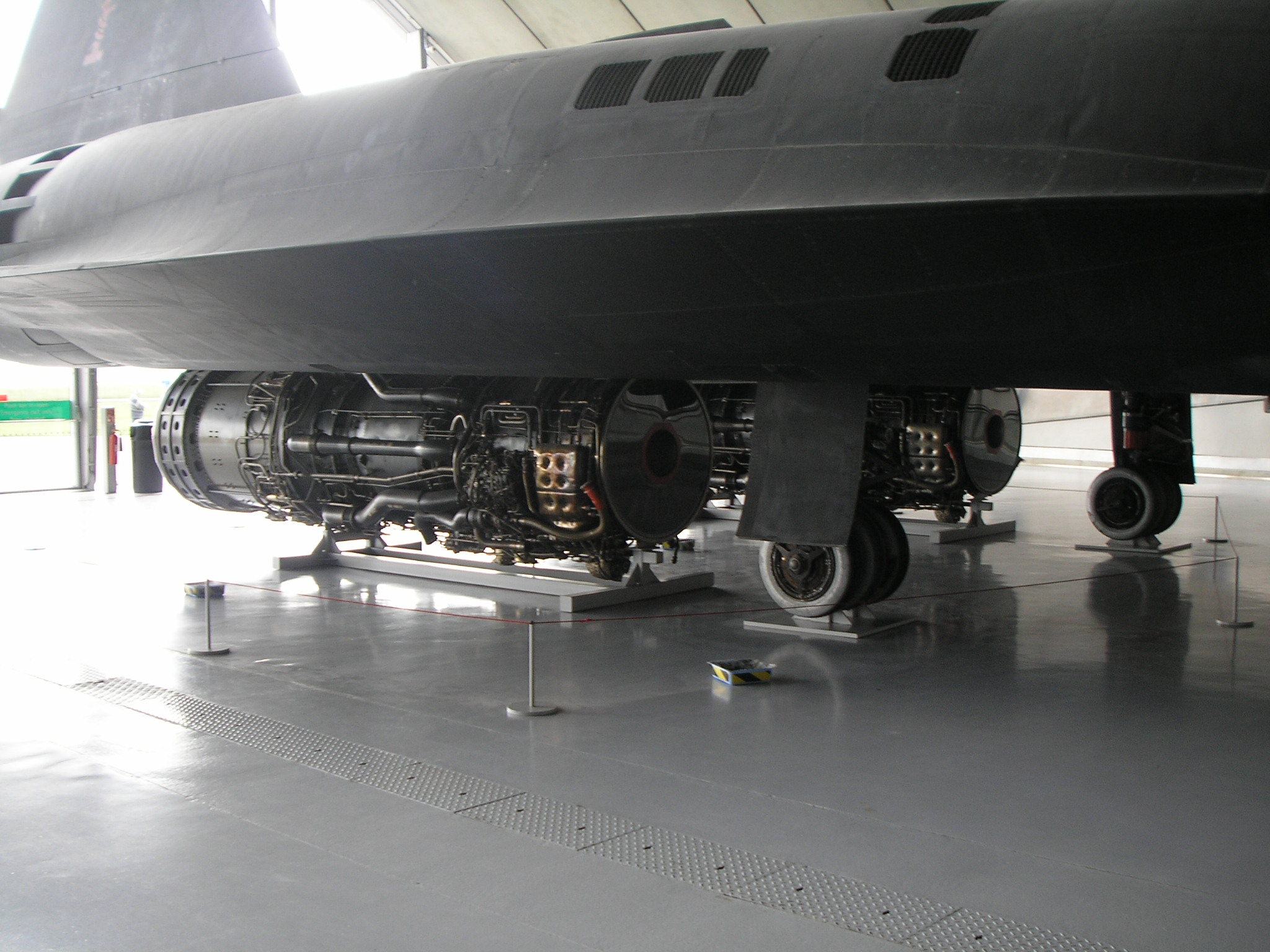
Le J58 sous un SR-71 dans un musée. Notez les grilles d'aspiration/refoulement sur la nacelle.

L'intégration du J-58 à la cellule de l'A-12 ne se fit pas sans soucis. Le premier d'entre eux était qu'il était impossible de le démarrer. Les veines d'alimentation et l'entrée d'air principale ne pouvant fournir suffisamment d'air au moteur, celui-ci avait tendance à aspirer ce qui lui manquait par la tuyère, et donc à aspirer de l'air par où il aurait dû en souffler ! L'ajout de veines additionnelles en amont du compresseur, ainsi qu'une modification des entrées d'air, permirent de résoudre peu à peu ce problème.
Un autre problème qui se présenta était relatif à l'ingestion de débris. L'énorme puissance d'aspiration du J-58 amena de très nombreuses pannes dues à l'absorption de débris sur les pistes, d'outils, etc. Chacun de ces incidents entraînant des réparations se chiffrant en plusieurs centaines de milliers de dollars, de très nombreuses précautions furent prises : rideaux de protections, balayage systématique de la piste et inspections avant le démarrage permirent de réduire peu à peu la survenue de ces pannes.
Enfin, la complexité du système de positionnement des entrées d'air entraîna de nombreux décrochages en vol. Schématiquement, au sol, le cône d'aspiration est positionné le plus en avant possible, et il recule proportionnellement à la vitesse de l'appareil. Dans certaines phases de vol, il se trouvait que le moteur, ne pouvant aspirer suffisamment d'air, s'éteignait. Cette extinction, outre le fait de projeter la tête du pilote (casquée) sur le tableau de bord, entraînait une violente embardée de l'appareil. De plus, il apparut que l'extinction d'un moteur entraînait des conditions très favorables à l'extinction de l'autre moteur ! De fait, la procédure qui fut adoptée consistait, en cas d'extinction, à couper également l'autre moteur puis à les redémarrer successivement. Le remplacement du système pneumatique de contrôle des entrées d'air par un système électronique plus fiable permit d'abaisser la fréquence de survenue de ce problème, qui n'a toutefois jamais totalement disparu.
Signalons également que de nombreux systèmes du moteur durent être reconsidérés afin d'obtenir une meilleure fiabilité. La puissance de calcul des ordinateurs de l'époque ne permettant pas de simuler avec précision les contraintes appliquées aux éléments dans les différentes phases de vol, des améliorations successives affectèrent notamment les arbres de transmission, les boîtiers de contrôle et le système d'alimentation en carburant.